# Альтшулер, Борис Львович
Бори́с Льво́вич Альтшу́лер (род. 16 августа 1939, Москва) — советский и российский физик, правозащитник, кандидат физико-математических наук.

## Биография
Родился 16 августа 1939 года в Москве, сын физика-ядерщика Льва Альтшулера.
В 1947—1956 годах жил и учился в Сарове (Ядерный центр «Арзамас-16»), где работал отец. В 1962 году окончил физический факультет МГУ им. М. В. Ломоносова по специальности «Физика».
В 1962—1982 годах — научный сотрудник Института источников тока; также преподавал физику в учебных заведениях. Кандидат физико-математических наук (1969, диссертация «Общековариантные граничные условия к уравнениям Эйнштейна, квантование гравитации и космология»).
С начала 1970-х годов участвовал в правозащитном движении, член Московской Хельсинкской группы. В 1982—1987 годах работал дворником.
С 1987 года — старший научный сотрудник Отделения теоретической физики Физического института им. П. Н. Лебедева РАН (ФИАН), член Учёного совета Отделения.
Член Общественной палаты РФ третьего (2009—2011) и четвёртого (2012—2014) созывов — согласно Указам Президента РФ Д. А. Медведева.
Лауреат премии «Человек года» Федерации еврейских общин России (2009) и премии Андрея Сахарова (2014).
Жена (с 1962 года) — поэтесса Лариса Миллер. Два сына.